# 下分上山村
下分上山村（しもぶんかみやまむら）は、徳島県にあった村である。1955年3月31日、合併して名西郡神山町となり消滅した。

## 地理
- 山：焼山寺山
- 川：鮎喰川、左右山谷川、喜来谷川

## 歴史
- 1889年10月1日 - 町村制施行に伴い、名西郡下分上山村、左右内村[1]が合併し、下分上山村が成立。
- 1955年3月31日 - 名西郡阿野村、神領村、上分上山村、鬼籠野村と合併して神山町となり消滅。

## 交通

### 道路
一般道路
- 国道193号
- 国道438号

都道府県道
- 徳島県道43号神山川島線

## 施設
- 焼山寺 - 四国八十八箇所第十二番札所
- 稲飯神社